# داستان هزار و دوم شهرزاد
«داستان هزار و دوم شهرزاد» (انگلیسی: The Thousand-and-Second Tale of Scheherazade) داستان کوتاهی، نوشته ادگار آلن پو (۱۸۰۹ تا ۱۸۴۹) است. این داستان در شماره فوریه ۱۸۴۵ مجله کتاب بانوان گادی به چاپ رسید و به عنوان دنباله داستان‌های مشهور هزار و یک شب در نظر گرفته می‌شود.

## خلاصه داستان
این داستان، روایت سفر هشتم و آخرین سفر سندباد بحری است و شگفتی‌هایی که او و خدمه‌اش با آنها روبه‌رو می‌شوند. این چالش‌ها در حاشیه داستان، شرح داده می‌شوند. شهریار درباره آنان مردد است - به جز موردی که «زمین بر گاوی به رنگ آبی‌ست که تعداد شاخ‌هایش به چهارصد می‌رسد» - این شگفتی‌ها در واقع رویدادهای مدرنی هستند که در مکان‌های مختلف، یا در زمان چپو و یا پیش از او اتفاق افتاده‌اند. داستان اینگونه پایان می‌یابد که شهریار با تنفر از داستان‌های عجیب‌و‌غریبی که شهرزاد به‌هم‌بافته، دستور اعدامش را در صبح فردا می‌دهد. 